# Jaco de Bakker
Jacobus Willem „Jaco“ de Bakker (* 7. März 1939 in Ede; † 13. Dezember 2012 in Amsterdam) war ein niederländischer theoretischer Informatiker.
De Bakker wurde 1967 an der Universität von Amsterdam bei Aad van Wijngaarden promoviert (Formal Description of Programming Languages: with an application to the definition of ALGOL 60).
De Bakker war seit 1964 wissenschaftliches Mitglied am Centrum Wiskunde & Informatica (CWI) in Amsterdam (damals Mathematisch Centrum). Er war dort Leiter der Informatik, leitete das Software Engineering Cluster und war seit 2002 Fellow (in diesem Jahr wurde er emeritiert). Ab 1973 war er auch Professor für Informatik an der Freien Universität Amsterdam, an der er 2002 emeritiert wurde.
Er befasste sich insbesondere mit Semantik von Programmiersprachen – auf diesem Gebiet galt er als einer der Pioniere – und Beweistheorie (Korrektheit von Programmen). Ab den 1980er Jahren befasste er sich auch mit gleichläufigen (konkurrenten) Prozessen.
Er war 1972 einer der Gründer der European Association for Theoretical Computer Science (EATCS). 1972 bis 1982 war er deren Vizepräsident und bis 1988 in deren Rat.
Ab 1998 war er Ehrenmitglied der IFIP Working Group 2.2. (Formal Description of Programming Concepts).
1990 wurde er Mitglied der Academia Europaea. 1989 wurde er Mitglied der Königlich Niederländischen Akademie der Wissenschaften und 2002 Ritter vom Orden vom Niederländischen Löwen.
Er war verheiratet und hatte fünf Kinder.

## Schriften
- Mathematical Theory of Program Correctness, Prentice-Hall 1980
- mit Erik de Vink: Control flow semantics, MIT Press 1996